# Dead Swans
Dead Swans — англійський гардкор-панк-гурт з Брайтона, створений у 2006 році. Вони випустили один альбом під назвою Sleepwalkers у 2009 році, а також три мініальбоми; Southern Blue (2008), It's Starting (2009) і Anxiety and Everything Else (2012). У 2008 році вони також випустили спільний мініальбом з металкор-гуртом Architects.

## Історія
Вони були номіновані в категорії «Найкращий британський новачок» на премії Kerrang! Awards.
11 січня 2016 року гурт опублікував короткий відеокліп у своєму обліковому записі Facebook із підписом «2016... оголошення незабаром», натякаючи на можливе возз’єднання.
Гурт виступав на фестивалі Outbreak Festival у Canal Mills у 2016 році.

## Дискографія
| Рік випуску | Назва                          | Лейбл                        |
| 2008        | Southern Blue                  | Thirty Days of Night Records |
| 2008        | Architects / Dead Swans Split  | Thirty Days of Night Records |
| 2009        | It's Starting                  | Bridge 9 Records             |
| 2009        | Sleepwalkers                   | Bridge 9 Records             |
| 2012        | Anxiety and Everything Else EP | Bridge 9 Records             |

## Музичні кліпи
- «Keep Them Shut» (Anxiety And Everything Else EP, 2012)

## Склад
Поточний склад
- Ніколас Вортінгтон — вокал (2006–2013, 2016–дотепер)
- Стюарт «Під» Пейн — гітара (2006–2013, 2016–дотепер)
- Бенджамін Марко — бас (2006–2013, 2016–дотепер)
- Джої Байєс — гітара (2009–2013, 2016–дотепер)
- Бенні Мід — ударні (2006–2011, 2016–дотепер)

Колишні учасники
- Роббі Тейлор — гітара (2009)
- Крейг Рейнольдс — ударні (2011–2013)